# Katterfelto

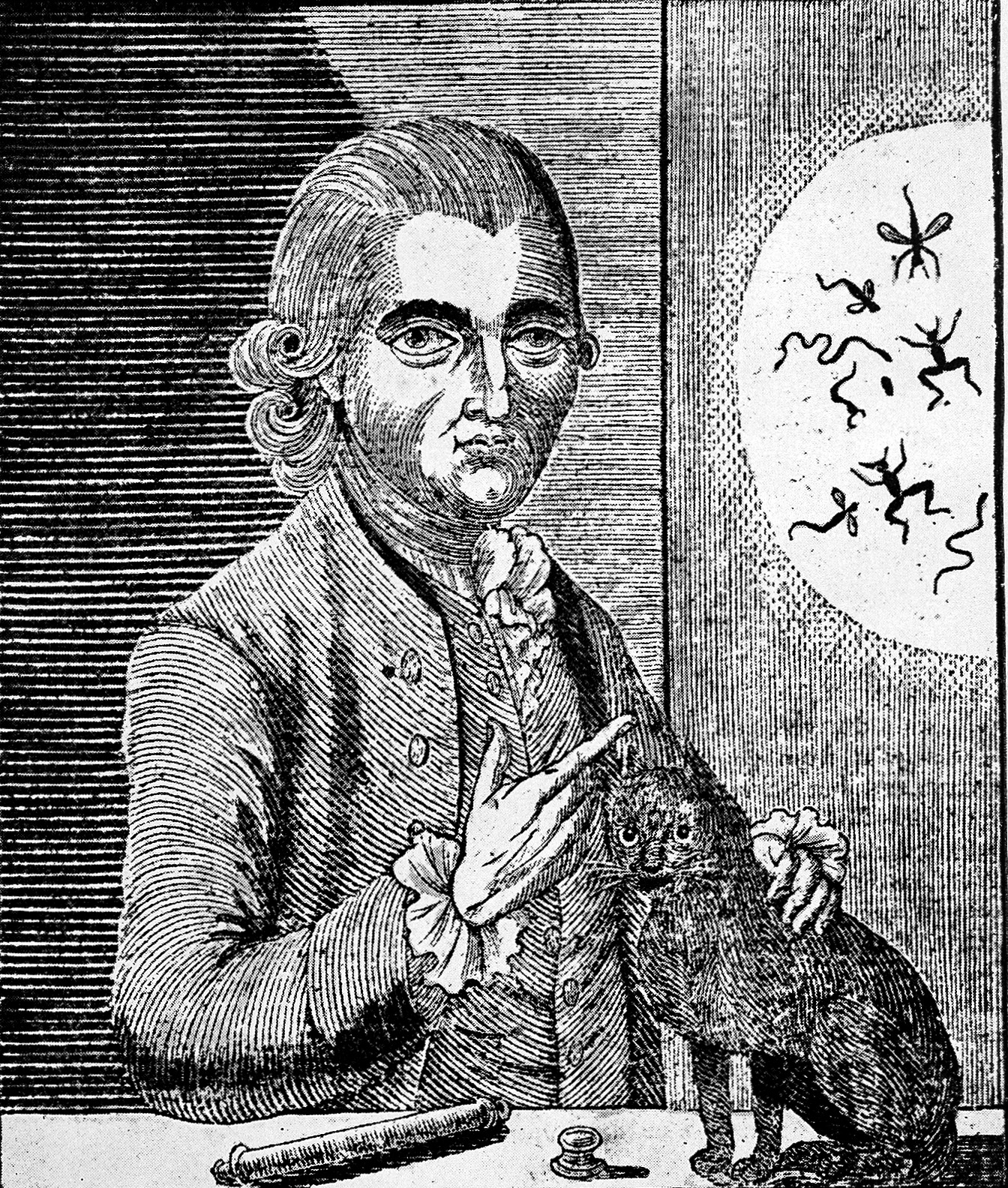
Katterfelto met zijn zwarte kat en een projectie van micro-organismen

Christian Wilhelm (Heinrich) Katterfelt (waarschijnlijk Thüringen, ca. 1743 – Bedale, 15 november 1799), die zich meestal Dr. Katterfelto noemde, was een Pruisisch goochelaar en zelfverklaard natuurfilosoof, arts en wetenschapper, die in het laatste kwart van de achttiende eeuw in het Koninkrijk Groot-Brittannië furore maakte als een rondreizend showman die parawetenschappelijke lezingen met natuurkundige demonstraties gaf. Katterfelto beweerde onder meer dat hij de geniaalste geleerde sinds Isaac Newton was, dat hij een geneesmiddel voor de griep had ontwikkeld en dat hij de eigenlijke uitvinder van de ballonvaart was. Zijn voordrachten, waarbij hij magie en wetenschap combineerde, maakten veelvuldig gebruik van een krachtige microscoop, een Leidse fles, magneten, fosfor en traditionele goocheltrucs. Hiermee wist hij in te spelen op het leergierige publiek van de Verlichting. Opmerkelijk was dat Katterfelto geen geloof hechtte aan de heersende theorie van de miasmen, maar overtuigd was dat ziekten door miljoenen microscopisch kleine ‘insecten’ werden veroorzaakt.
Drieëntwintig jaar lang voerde Katterfelto buitenissige publicrelationscampagnes voor zichzelf, waarbij hij zich afwisselend ‘Doctor’ en ‘Professor’ noemde en beweerde een favoriet van meerdere koningshuizen te zijn. De bombastische grootspraak van zijn talloze advertenties in plaatselijke kranten, dikwijls beginnend met de woorden ‘WONDERS! WONDERS! and WONDERS!!!’, maakte hem zowel tot een begrip als een mikpunt van spot. In het Engels bleef het woord Katerfelto tot de vroege twintigste eeuw in gebruik als synoniem voor een zwendelaar of charlatan. Voor Harry Houdini was Katterfelto ‘een van de interessantste figuren in de geschiedenis van de goochelarij’.

## Afkomst
Katterfelto beweerde uit Berlijn te komen, maar daar is geen bewijs voor. Catterfeld is in elk geval een dorp in de Landkreis Gotha, die ten tijde van zijn geboorte nog niet tot Pruisen behoorde. Volgens de mythologie die hij rond zichzelf geschapen had, was zijn vader kolonel en zijn grootvader generaal in het Eerste Lijfhuzarenregiment geweest, dat in de volksmond Totenkopfhusaren werd genoemd wegens de officiersmuts waarop een doodshoofd stond afgebeeld. Na een tijd beweerde hij zelf kolonel te zijn geweest tijdens de Zevenjarige Oorlog en in 1759 gevangen te zijn genomen in de ‘Slag bij Schwerin’, die nooit heeft plaatsgevonden. Tijdens zijn eerste jaren als performer trad hij steevast op met een huzarenmuts en een lang, roestig zwaard.

## Leven in Groot-Brittannië

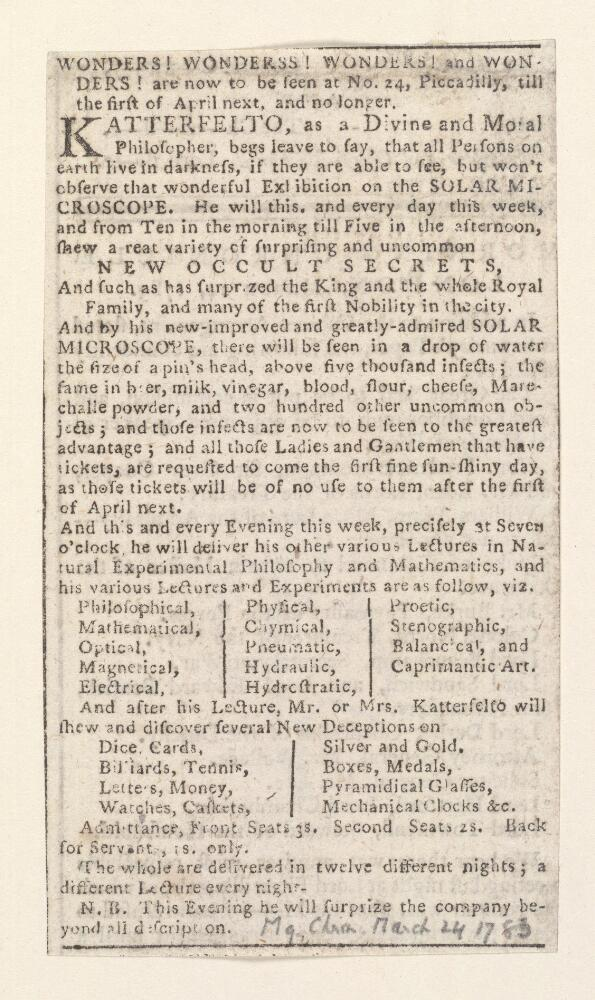
Advertentie uit 1783 met de typische inleiding en diverse nonsenswoorden

Op 26 september 1776 kwam Katterfelto met zijn zwangere vrouw en jonge dochter aan wal in Kingston upon Hull. Reeds tien dagen later verscheen zijn eerste advertentie in de York Courant, waarin hij aankondigde dat hij, als hoogleraar in de natuurfilosofie, wiskunde, sterrenkunde, aardrijkskunde, vestingbouw, navigatie enzovoorts, tegen betaling een lezing zou houden. Dit was het begin van een eerste rondreis door Groot-Brittannië, die vijftien jaar zou duren en hem onder andere tot in Inverness bracht. Katterfelto bleek Engels te kunnen spreken, zij het met een zwaar Duits accent. Waar hij de taal geleerd had, is niet bekend.
In 1782 brak in Londen een griepepidemie uit, waarna de carrière van Katterfelto pas goed op gang kwam. Katterfelto publiceerde annonces waarin hij stelde een oud recept van een zekere Italiaanse dokter Batto te hebben gekopieerd, die destijds een remedie voor de pest had ontdekt. Tijdens zijn lezingen projecteerde hij het beeld van zijn microscoop op een groot laken om het publiek de micro-organismen te tonen die hij als de ziekteverwekkers beschouwde. Hiermee druiste hij in tegen de gangbare opvatting dat infecties door slechte lucht werden teweeggebracht. Ofschoon hij met de technologie van zijn tijd beslist geen virussen kon tonen, zat hij echter wel op het goede spoor. Op zijn lezingen bood hij eveneens het wondermiddel van ‘Dr. Batto’ te koop aan, wat hem onder sceptici een reputatie als kwakzalver opleverde. Zijn verzonnen militaire carrière maakte in deze periode steeds meer plaats voor zijn imago als geneeskundige.
Na de eerste bemande ballonvaart in Frankrijk op 21 november 1783 heerste in Engeland aanvankelijk een stemming van afgunst, gekoppeld aan de angst dat ballons als militair wapen konden worden ingezet. Naderhand kwam rivaliteit tussen Frankrijk en Groot-Brittannië op gang; Katterfelto besloot mee te gaan in de nieuwe ballonrage. In een van zijn advertenties verklaarde hij dat hij reeds in 1768 te Sint-Petersburg een ballon had opgelaten ter gelegenheid van de verjaardag van tsarin Catharina de Grote, wat van hem de echte pionier van de ballonvaart maakte. Met veel poeha kondigde hij aan een astronomische ballonvlucht op een hoogte van meerdere mijlen te zullen maken, waarover hij naderhand vertelde dat hij velerlei nieuwe wetenschappelijke ontdekkingen had gedaan. Onbekend is of deze vlucht ooit heeft plaatsgevonden.
In de loop der jaren werden zijn pogingen tot zelfpromotie steeds driester; in oktober 1783 beweerde hij dat de koning van Frankrijk, Lodewijk XVI, incognito naar zijn voorstellingen kwam. Tegen de jaren 90 van de achttiende eeuw beweerde hij dat de kroonprins zijn experimenten met veel belangstelling bijwoonde en dat de sultan van het Ottomaanse Rijk hem naar zijn hof ontbood, omdat die hem als de grootste geleerde aller tijden beschouwde.
Katterfelto bezocht tijdens zijn reizen zowat alle belangrijke en minder belangrijke steden in Engeland en Schotland. Van 1780 tot 1784 hield hij zich hoofdzakelijk in Londen op, waarna hij met zijn vrouw, dochter en misschien ook een jonge zoon langs de oostkust van Groot-Brittannië gedurende meerdere jaren noordwaarts reisde, om vanuit Noord-Schotland langs de westkust weer langzaam naar het zuiden te trekken. In Birmingham, waar de belangstelling groot was, verbleef hij meer dan een jaar. Daarentegen liet de burgemeester van Shrewsbury hem in 1790 arresteren en een nacht in de cel werpen. Hij hield er aanvankelijk twee zwarte dienstknechten op na, waarvan een Thomas Montague heette. De taak van deze knechten bestond erin, de komst van Katterfelto in een willekeurige stad met trommels en trompetten aan te kondigen en hem bijwijlen te assisteren met zijn experimenten. Tijdens zijn tweede grote rondreis in de jaren 90 bleken deze knechten verdwenen. Misschien kwam dit doordat de publieke opinie, toen het abolitionisme aan kracht won, zich tegen het houden van zwarte knechten had gekeerd, maar het is ook mogelijk dat Katterfelto zich gewoon geen personeel meer kon veroorloven wegens de toentertijd hollende inflatie en stijgende voedselprijzen.

## Overlijden
In Bedale, een provinciestadje in North Yorkshire, werd Katterfelto in de herfst van 1799 ziek. Hij overleed er op 15 november en werd begraven nabij het altaar van de plaatselijke Sint-Gregoriuskerk. Op zijn grafsteen werd hij een ‘doctor in de filosofie’ genoemd; als naam stond er ‘Christian William Anthony Katterfelto’. Het was zijn tweede bezoek aan Bedale geweest. Een plaatselijke schoenmaker genaamd Robert Hird had beide bezoeken meegemaakt en beschreef Katterfelto later uitvoerig in karamelleversjes.
In 1800 hertrouwde zijn weduwe Martha met de lokale kleermaker van Bedale. Er zijn aanwijzingen dat zij de publieke lezingen met wetenschappelijke instrumenten nog enige tijd vanuit Leeds voortzette. Katterfelto’s dochter Mary Ann overleed in 1840 op haar zeventigste zonder nakomelingen in Leeds.

## Reputatie

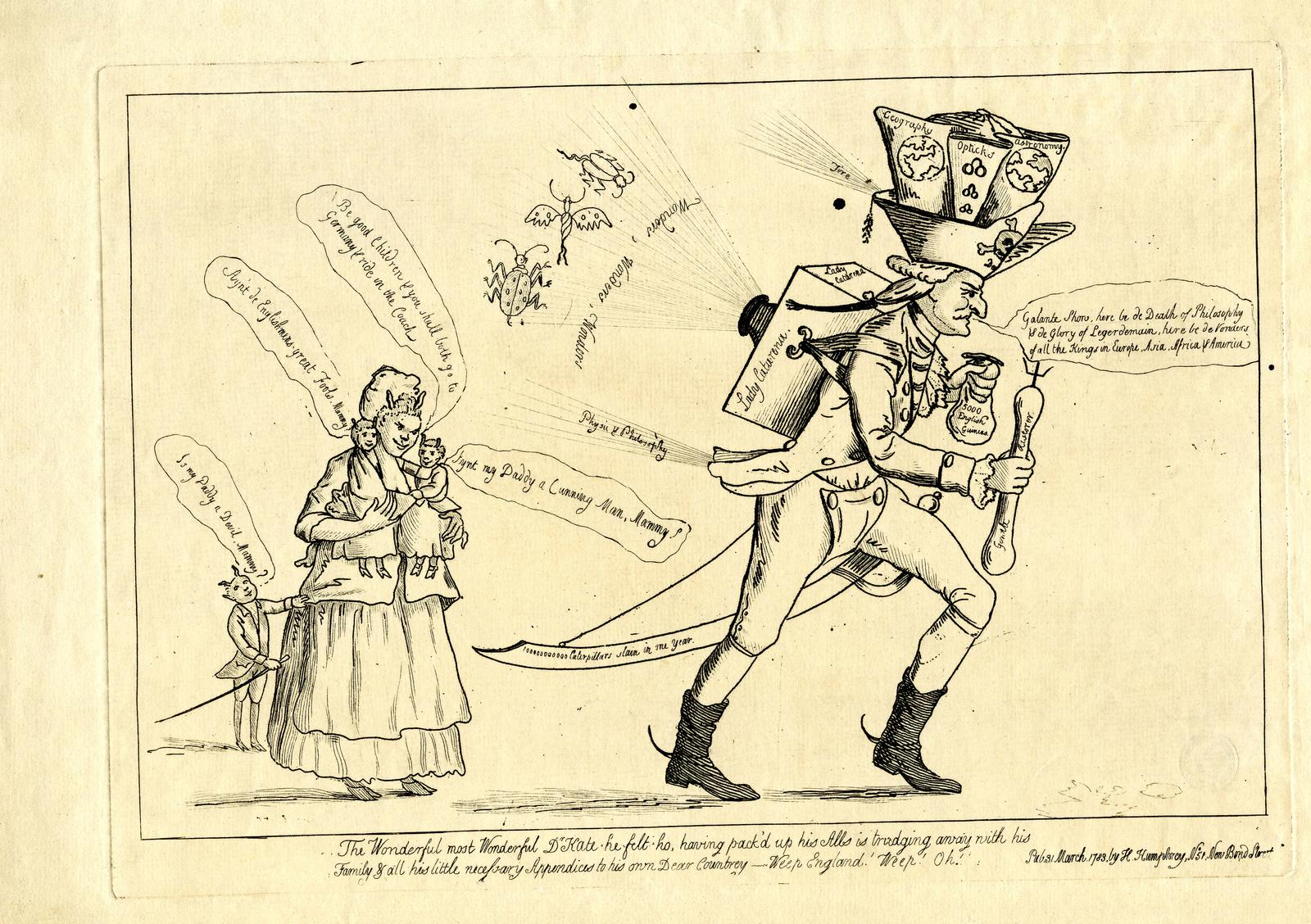
Spotprent uit 1783: Katterfelto vertrekt naar Duitsland met zijn duivelse familie

Katterfelto – die postuum, zonder aantoonbare reden, de voornaam ‘Gustavus’ kreeg toebedeeld – deed er alles aan zichzelf in de publieke belangstelling te houden. Zijn zwarte katten, waarmee hij goocheltrucs uithaalde, creëerden de suggestie dat hij een verbond met de duivel had, wat hij in zijn krantenadvertenties uiteraard luidkeels ontkende. Een vast onderdeel van zijn optredens lijkt het opheffen van zijn dochter, die een metalen helm en harnas aanhad, met een enome magneet te zijn geweest; aangezien magneten in zijn tijd nog relatief zwak waren, was dit vrijwel zeker trucage.
Anderzijds profileerde hij zich graag als een man van de liefdadigheid door benefietoptredens voor de armen te organiseren en zijn medicijnen kosteloos aan de hulpbehoevenden te verstrekken. Zijn wetenschappelijke experimenten omvatten ook telescopen, waarmee hij anno 1791 in Liverpool met succes een zonsverduistering projecteerde, en orrery's, mechanische modellen van het zonnestelsel. In wezen was dit bonafide wetenschap. Daarentegen beweerde hij eveneens een perpetuum mobile te hebben ontwikkeld, alsook ‘sympathieke klokken’ die op mysterieuze wijze synchroon liepen om het meten van de lengtegraad op zee mogelijk te maken. Daarbij negeerde hij dat dit sedert John Harrisons uitvinding van de chronometer geen probleem meer was. In zijn advertenties maakte hij geregeld gebruik van gekunstelde of verzonnen woorden als perotisch, pollengestisch en caprimandisch, die hem een aura van geheimenis en obscure kennis moesten verlenen. Wanneer hij lezingen voor de vrijmetselaars gaf, noemde hij zich zonder verpinken ‘Broeder Katterfelto’.
In 1783 woonde Samuel Johnson een voordracht van Katterfelto bij, die hij belachelijk vond. Er zijn meerdere spotprenten overgeleverd waarin met zijn Duitse accent wordt gelachen of waarin hij en zijn gezin als duivels worden voorgesteld. Zijn stereotiepe catchphrase Wonder, Wonder, Wonder! werd dikwijls geparodieerd. In juli 1782 ging de komische opera None are so Blind as those who won't see, met muziek van Samuel Arnold en een libretto van Charles Dibdin, in première; het hoofdpersonage heette ‘Dr. Caterpillar’. Katterfelto was hier niet mee opgetogen en lanceerde een tegenaanval in de krant.
In de vroege negentiende eeuw bleef Katerfelto (nu meestal met één t) nog enige tijd een begrip in de Engelse taal. Onder anderen Benjamin Disraeli en Walter Scott refereerden aan hem. Desalniettemin was de herinnering aan hem reeds rond 1830 aan het vervagen. De dichter William Cowper had hem in 1785 in boek IV van zijn populaire dichtwerk The Task vermeld:

And Katerfelto, with his hair on end
At his own wonders, wondering for his bread.

Dit verwees naar zijn experimenten met statische elektriciteit, waardoor zijn haar tijdens zijn voorstellingen letterlijk omhoog stond. De zinsnede ‘wondering for his bread’ is echter veelzeggend: voor Katterfelto was het demonstreren van de wonderen der natuur in de eerste plaats zijn broodwinning.